# Хелештень (Молдова)
Хелештень (рум. Heleșteni) — село у Ніспоренському районі Молдови. Входить до складу комуни, адміністративним центром якої є село Марініч.

## Населення
За даними перепису населення 2004 року у селі проживали 304 особи, усі — молдавани.